# La notte dell'addio/Caldo è l'amore
La notte dell'addio/Caldo è l'amore è il nono singolo discografico della cantante italiana Iva Zanicchi, pubblicato nel gennaio 1966.

## Tracce
Lato A
- La notte dell'addio - (Alberto Testa - Giuseppe Diverio - Memo Remigi - Arrigo Amadesi)

Lato B
- Caldo è l'amore - (Hilderbrand - Pallavicini - Abbate)

## I brani
La notte dell'addio venne scritto da Memo Remigi, un brano che ha incontrato numerose interpretazioni, prime fra tutte quella di Zanicchi. Verrà inserito nell'album Fra noi, pubblicato nel maggio 1967, il brano ha partecipato al Festival di Sanremo 1966.
Caldo è l'amore è contenuta nell'album Iva Zanicchi, pubblicato nel novembre 1965.